# Toy-Box
Toy-Box var en dansk popgrupp under 1990-talet och bestod av sångarna Anila Mirza (född den 8 oktober 1974 i Hillerød) och Amir El-Falaki (född den 12 augusti 1973 i Köpenhamn). År 1999 hade de stor hit i "Scandinavian music charts" med bubblegumdancesången "Tarzan & Jane" och som var en singel från skivan FanTastic (Toy-Box album). Gruppen återförenades 2017. Sångerskan Anila Mirza har bytt namn till Aneela Mirza och har fortsatt sin karriär inom musik, medan El-Falaki är lärare i Köpenhamn.

## Diskografi

### Album
- Fantastic (Toy-Box album) (1999)
- FanTastic (Christmas Edition *RARE*) (2000)
- Toy Ride (2001)

### Singlar
- "Tarzan & Jane"
- "Sailor Song"
- "Best Friend"
- "Teddybear"
- "Superstar"
- "www.girl" (Promo)